# Division I 1950-1951 (pallacanestro maschile)
La Division I 1950-1951 è stata la 19ª edizione del massimo campionato belga di pallacanestro maschile. La vittoria finale è stata ad appannaggio del Semailles.

## Risultati

### Stagione regolare
|     | Squadra              | G  | V  | N | P  | PF | PS | Pt. | Qualificazione |
| --- | -------------------- | -- | -- | - | -- | -- | -- | --- | -------------- |
| 1.  | Semailles            | 22 | 19 | 1 | 2  |    |    | 39  |                |
| 2.  | Royal IV             | 22 | 19 | 0 | 3  |    |    | 38  |                |
| 3.  | Hellas Gent          | 22 | 17 | 0 | 5  |    |    | 34  |                |
| 4.  | Amicale Sportive     | 22 | 16 | 0 | 6  |    |    | 32  |                |
| 5.  | Racing Bruxelles     | 22 | 14 | 5 | 8  |    |    | 28  |                |
| 6.  | Ougrée               | 22 | 12 | 7 | 9  |    |    | 28  |                |
| 7.  | Antwerpse            | 22 | 10 | 2 | 12 |    |    | 20  |                |
| 8.  | Mercurius Anversa    | 22 | 8  | 0 | 14 |    |    | 16  |                |
| 9.  | Union Saint-Gilloise | 22 | 7  | 0 | 15 |    |    | 14  |                |
| 10. | Forest               | 22 | 6  | 0 | 16 |    |    | 12  |                |
| 11. | Moortebeek           | 22 | 3  | 0 | 19 |    |    | 6   | retrocesse     |
| 12. | Travail & Loisirs    | 22 | 0  | 0 | 22 |    |    | 0   | retrocesse     |

| Division I 1950-1951 |
| -------------------- |
| Semailles 6º titolo  |

## Formazione vincitrice
| N° | Naz.              | Ruolo | Sportivo     |  | Alt. |  |
| -- | ----------------- | ----- | ------------ |  | ---- |  |
|    | Belgio (bandiera) |       | Désiré Ligon |  | 183  |  |